# N-verzameling
In de verzamelingenleer, een deelgebied van de wiskunde, is een n-verzameling een verzameling met precies {\displaystyle n} elementen, waarbij {\displaystyle n} een natuurlijk getal is. Zo is elke eindige verzameling een {\displaystyle n}-verzameling voor een specifiek natuurlijk getal {\displaystyle n}. Als {\displaystyle V} een willekeurige verzameling is, wordt een deelverzameling van {\displaystyle V} met {\displaystyle k} elementen een {\displaystyle k}-deelverzameling of een k-combinatie van {\displaystyle V} genoemd. Er zijn {\displaystyle {\tbinom {n}{k}}} verschillende {\displaystyle k}-deelverzamelingen van een gegeven {\displaystyle n}-verzameling. {\displaystyle {\tbinom {n}{k}}} is de binomiaalcoëfficiënt. 